# Caloptilia juglandiella
Caloptilia juglandiella là một loài bướm đêm thuộc họ Gracillariidae. Nó được tìm thấy ở Hoa Kỳ (bao gồm Kentucky, Maine, Ohio và Missouri).
Ấu trùng ăn Juglans nigra. Chúng ăn lá nơi chúng làm tổ.